# Saint-Laurent-Lolmie
Saint-Laurent-Lolmie is een plaats en voormalige gemeente in het Franse departement Lot in de regio Occitanie en telt 202 inwoners (1999). De plaats maakt deel uit van het arrondissement Cahors.

## Geschiedenis
Saint-Laurent-Lolmie is op 1 januari 2018 gefuseerd met de gemeenten Lascabanes en Saint-Cyprien tot de gemeente Lendou-en-Quercy. 

## Geografie
De oppervlakte van Saint-Laurent-Lolmie bedraagt 10,9 km², de bevolkingsdichtheid is 18,5 inwoners per km².
De onderstaande kaart toont de ligging van Saint-Laurent-Lolmie met de belangrijkste infrastructuur en aangrenzende gemeenten.

## Demografie
Onderstaande figuur toont het verloop van het inwonertal.